# Hemeroblemma festonata
Hemeroblemma festonata là một loài bướm đêm trong họ Erebidae.